# Піщані дюни в Тотторі
Піщані дюни в Тотторі (також пустеля Тотторі) — система піщаних дюн в Японії довжиною 30 кілометрів що є єдиною в Японії.
Створена відкладеннями з гір Чугоку та річки Сендай в Японське море.
Кожного року сюди приходять близько 2х мільйонів туристів (в основному з Східної Азії). Цікаво що для туристів в цю область було завезено верблюдів.
На території пустелі знаходиться музей з скульптурами з піску, присвяченими різним подіям.